# Заря (Бобровский район)
Заря — хутор в Бобровском районе Воронежской области России.
Входит в состав Слободского сельского поселения.

## Население
| 2000 | 2005 | 2010 |
| ---- | ---- | ---- |
| 60   | ↗92  | ↘44  |

## География

### Улицы
- ул. Зарская,
- ул. Левобережная.